# Lapillus
Lapillus (hangul: 라필루스; rr: Rapilruseu; MR: Rap'ilrusŭ), é um girl group sul-coreano de kpop formado e gerenciado pela empresa MLD Entertainment. O grupo é composto por seis membros: Chanty, Shana, Yue, Bessie, Seowon, e Haeun. O grupo fez sua estreia oficial em 20 de junho de 2022, com seu primeiro Digital Single "힛야! (HIT YA!)".

## Nome
Em seu showcase de estreia, a integrante Seowon disse que 'Lapillus' significa "uma pedra preciosa que muda de cor dependendo da direção da luz e nossa frase de efeito é ‘Shine your Lapillus’ (Brilhe seu Lapillus) que transmite a mensagem de que todos devemos encontrar nossos próprios sonhos únicos."

## História

### Atividades Pré-debut
Shana foi uma concorrente no Girls Planet 999 onde ela competiu em quarto lugar entre os competidores do J-Group e ficou em 16º lugar geral. Chanty é uma ex-atriz que estava sob a Star Magic nas Filipinas e apareceu anteriormente em doramas como Hiwaga ng Kambat, I Got You e Starla. Junta da membro Shana, Chanty atualmente hospeda uma série no YouTube chamada ChanSha World (Mundo ChanSha), que apresenta a dupla jogando e completando desafios, permitindo que os fãs descubram mais sobre elas antes de sua estreia.

### 2022: Estreia comHit Ya! e GIRL's ROUND Part. 1
Em 16 de maio de 2022, A empresa MLD Entertainment anunciou que iria estrear um novo grupo feminino, o primeiro desde Momoland em 2016 e elas também seriam o terceiro grupo da MLD depois de sua primeira boy band T1419 que estreou em 2021. As integrantes foram reveladas em pares (na ordem: Shana, Haeun, Seowon, Yue, Bessie, e Chanty) de 23 de maio a 25. No dia 13 de junho, a MLD Entertainment anunciou que o Lapillus estaria lançando seu single album de estréia Hit Ya! no dia 20 de junho.
Em 20 de junho de 2022, Lapillus lançou seu primeiro digital single Hit Ya! através de uma cerimônia de estreia. Em 21 de junho de 2022 o canal oficial do grupo lançou a gravação do vídeo dos bastidores da música de debut ‘HIT YA! Lapillus 'HIT YA!' Recording Behind. Youtube (em inglês). Lapillus. 21 de junho de 2022.  Em cena em dur: 03.23. Consultado em 23 de junho de 2022 onde o cantor sul-coreano Lee Seung-cheol que foi um dos compositores e produtores do segundo single Girls' Generation (canção) do grupo homonimo, foi apresentado como diretor vocal especial da música do grupo.
Em 31 de agosto a MLD Entertainment anunciou (que) "Lapillus retornará à indústria da música com o single 'GRATATA' no dia 22 do próximo mês". Em 11 de setembro de 2022 através de um artigo foi anunciado o título do primeiro Extended play do grupo GIRL's ROUND Part. 1

### 2023–presente:GIRL's ROUND Part. 2 e estreia no Japão
Em 8 de junho de 2023, a empresa MLD Entertainment anuncia a confirmação de novo retorno do grupo com o segundo EP, no formato de mini-álbum intitulado GIRL's ROUND Part. 2 para o dia 21 de junho, um dia depois do aniversário de estréia do Lapillus. Em 10 de junho de 2023, foi anunciado que o grupo fará sua estreia no Japão no dia 2 de agosto de 2023.

## Integrantes
- Chanty (hangul: 샨티), nascida Maria Chantal Videla em 15 de dezembro de 2002 (22 anos) . É Visual, Sub-vocalista.
- Shana (hangul: 샤나), nascida Nonaka Shana (japonês: 野仲 紗奈) em 13 de março de 2003 (22 anos) . É Líder, Center, Vocalista principal.
- Yue (hangul: 유에), nascida Nancy Yang em 3 de julho de 2004 (20 anos) . É Dançarina principal, Sub-vocalista.
- Bessie (hangul: 베시), nascida Kim Susanna (hangul: 김수산나) em 15 de julho de 2004 (20 anos) . É Rapper principal, Sub-vocalista.
- Seowon (hangul: 서원), nascida Jang Seo-won (hangul: 장서원) em 5 de dezembro de 2006 (18 anos) . É Sub-rapper, Sub-dançarina.
- Haeun (hangul: 하은), nascida Lim Haeun (hangul: 임하은) em 2 de novembro de 2008 (16 anos) . É Center, Maknae, Sub-dançarina.

## Discografia

### Extended plays(EPs)
| Tituto                                                                                   | Detalhes do álbum | Melhores posições | Melhores posições | Vendas    |
| Tituto                                                                                   | Detalhes do álbum | KOR               | JPN               | Vendas    |
| ---------------------------------------------------------------------------------------- | --- | ----------------- | ----------------- | --------- |
| GIRL's ROUND Part. 1                                                                     | - Lançamento: 22 de setembro de 2022 - Empresa: MLD Entertainment - Formatos: SMC, Digital download, streaming Lista de Faixas 1. "Gratata" 2. "Burn With Love" 3. "Queendom" 4. "Hit Ya!" 5. "Gratata" (Inst.)                     | 71                | —                 | - : 1,730 |
| GIRL's ROUND Part. 2                                                                     | - Lançamento: 21 de junho de 2023 - Empresa: MLD Entertainment - Formatos: CD, digital download, streaming Lista de Faixas 1. "Who's Next" 2. "Marionette" 3. "Ulala" 4. "Paper" 5. "Who's Next (Eng Ver.)" 6. "Who's Next (Inst.)" | 63                | —                 | - : 1,864 |
| "—" indica uma gravação que não entrou nas paradas ou não foi lançada naquele território | |                   |                   |           |

### Single Albums(Mini-LPs)
| Tituto                                                                                   | Detalhes do álbum                                                                                      | Melhores posições nas paradas | Melhores posições nas paradas | Vendas |
| Tituto                                                                                   | Detalhes do álbum                                                                                      | KOR                           | JPN                           | Vendas |
| ---------------------------------------------------------------------------------------- | --- | ----------------------------- | ----------------------------- | ------ |
| Hit Ya!                                                                                  | - Lançamento: 20 de junho de 2022 - Empresa: MLD Entertainment - Formatos: Digital download, streaming | —                             | —                             | —      |
| Who's Next (Japanese Ver.)                                                               | - Lançamento: 2 de agosto de 2023 - Empresa: LOG-IN - Formatos: CD, Digital download, streaming        | —                             | —                             | —      |
| "—" indica uma gravação que não entrou nas paradas ou não foi lançada naquele território | |                               |                               |        |

### Singles
| Título                                                                                   | Ano  | Melhores posições | Álbum                |
| Título                                                                                   | Ano  | KOR Down.         | Álbum                |
| ---------------------------------------------------------------------------------------- | ---- | ----------------- | -------------------- |
| "Hit Ya!"                                                                                | 2022 | 121               | Hit Ya!              |
| "GRATATA"                                                                                | 2022 | 100               | GIRL's ROUND Part. 1 |
| "Who's Next"                                                                             | 2023 | 130               | GIRL's ROUND Part. 2 |
| "—" indica uma gravação que não entrou nas paradas ou não foi lançada naquele território |      |                   |                      |

### Outras músicas nas paradas
| Título                                                                                   | Ano  | Melhores posições | Álbum                |
| Título                                                                                   | Ano  | KOR Down.         | Álbum                |
| ---------------------------------------------------------------------------------------- | ---- | ----------------- | -------------------- |
| "Burn with Love"                                                                         | 2022 | 180               | GIRL's ROUND Part. 1 |
| "Queendom"                                                                               | 2022 | —                 | GIRL's ROUND Part. 1 |
| "Marionette"                                                                             | 2023 | —                 | GIRL's ROUND Part. 2 |
| "Ulala"                                                                                  | 2023 | —                 | GIRL's ROUND Part. 2 |
| "Paper"                                                                                  | 2023 | —                 | GIRL's ROUND Part. 2 |
| "—" indica uma gravação que não entrou nas paradas ou não foi lançada naquele território |      |                   |                      |

## Videografia

### Videoclipes
| Ano  | Título       | Duração | Ref.   |
| ---- | ------------ | ------- | ------ |
| 2022 | "Hit Ya!"    | 3:37    | [ 24 ] |
| 2022 | "GRATATA"    | 3:29    | [ 25 ] |
| 2023 | "Who's Next" | 3:26    | [ 26 ] |

## Prêmios e indicações
| Cerimônia de premiação                 | Ano  | Destinatário                        | Prêmio   | Resultado | Ref.   |
| -------------------------------------- | ---- | ----------------------------------- | -------- | --------- | ------ |
| Prêmio Annual K4US                     | 2022 | Debut do Ano                        | Lapillus | Indicado  | [ 27 ] |
| Asia Artist Awards                     | 2022 | Prêmio Popularidade Idol (Feminino) | Lapillus | Indicado  | [ 28 ] |
| Asia Artist Awards                     | 2022 | Prêmio Foco (Cantor)                | Lapillus | Venceu    | [ 29 ] |
| Asia Artist Awards                     | 2023 | Prêmio Popularidade Idol (Feminino) | Lapillus | Indicado  | [ 30 ] |
| Asia Artist Awards                     | 2023 | Prêmio Potencial                    | Lapillus | Venceu    | [ 31 ] |
| Nickelodeon Mexico Kids' Choice Awards | 2023 | Grupo Favorito de K-Pop             | Lapillus | Indicado  | [ 32 ] |
| Seoul Music Awards                     | 2023 | Artista Revelação do Ano            | Hit Ya!  | Indicado  | [ 33 ] |
| Seoul Music Awards                     | 2023 | Prêmio Popularidade                 | Hit Ya!  | Indicado  | [ 33 ] |
| Seoul Music Awards                     | 2023 | Prêmio K-Wave Popularidade          | Hit Ya!  | Indicado  | [ 33 ] |
| Seoul Music Awards                     | 2023 | Prêmio New Wave Star                | Hit Ya!  | Venceu    | [ 34 ] |